# El viento del ayahuasca
El viento del ayahuasca es una película peruana de ficción de 1982 dirigida por Nora de Izcue, siendo el primer largometraje de la directora.

## Argumento
Miguel, un joven sociólogo limeño, viaja a la Amazonía peruana y se encuentra con Nexy, una joven que vive atemorizada por los espíritus de la naturaleza. Miguel decide ayudar a Nexy y buscan a un curandero que trabaja con la bebida ayahuasca.

## Elenco
- Johnny Palacios como Miguel
- Silvia Chávez Toro como Nexy
- Melitón Delgado como el curandero[2]

## Producción
Como antecedentes de la película, al culminar sus estudios con el cineasta Armando Robles Godoy, Nora de Izcue realizó la grabación de varias sesiones de ayahuasca en películas de 16 mm. Estos registros fueron unas de las primeras grabaciones sobre el uso tradicional de esta bebida amazónica.
A partir de las grabaciones, se planea un proyecto de largo documental y en su desarrollo el guion se va convirtiendo en uno para una película de ficción.La cinematografía estuvo a cargo de Jorge Vignati y Gianfranco Annichini.
La película fue rodada en Iquitos en 1982. Durante la filmación, de Izcue recibió la visita de César Calvo quien le obsequió su libro Las tres mitades de Ino Moxo.

## Crítica
De acuerdo al crítico Ricardo Bedoya, el largometraje ha sido «filmado con vocación de registro testimonial, afanes etnográficos y sencillez documental».

## Restauración
En el 2018, el cineasta y gestor cultural Roger Neira Luzuriaga asumió la dirección del proyecto de digitalización de la obra cinematográfica de Nora de Izcue y posteriormente ganó el Concurso Nacional de Proyectos de Preservación Audiovisual organizado por la Dirección del Audiovisual, la Fonografía y los Nuevos Medios. Este premio permitió iniciar las gestiones de restauración del largometraje "El viento del ayahuasca".
La versión restaurada de la película se proyectó por primera vez el 11 de agosto del 2022 en el 27 Festival de Cine de Lima, como parte de la Muestra "Espacio Filmoteca PUCP".
Posteriormente, la película fue parte del Ciclo "Patrimonio Peruano Restaurado", organizado por la Filmoteca PUCP y se proyectó en octubre de 2022 en la Sala Armando Robles Godoy del Ministerio de Cultura.